# Dwight Stones

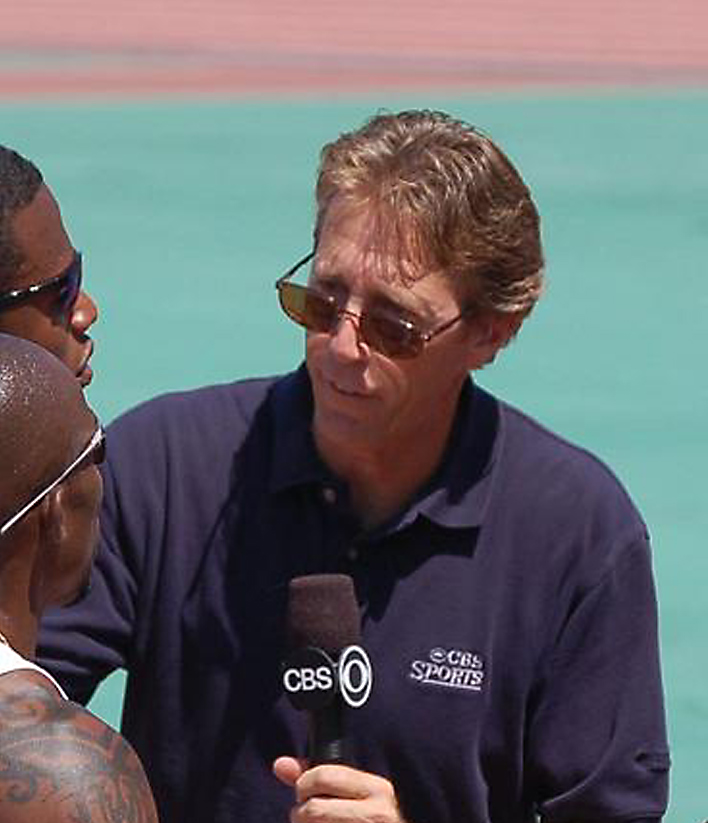
Dwight Stones

Dwight Stones (* 6. Dezember 1953 in Los Angeles, Kalifornien) ist ein US-amerikanischer Leichtathlet, der zu den besten Hochspringern seiner Zeit zählte. Im Verlauf seiner von 1972 bis 1984 dauernden Karriere sprang er drei Weltrekorde und dreizehn nationale Rekorde, gewann nicht weniger als 19 nationale Meisterschaften und nahm erfolgreich an drei Olympischen Spielen teil. Seine persönliche Bestleistung liegt bei 2,34 m.
Dwight Stones übersprang als erster Mensch die damalige Traumgrenze von 2,30 m. Er wurde vom US-amerikanischen Fachmagazin Track & Field News zweimal zum Welt-Leichtathleten in der Halle (World Indoor Athlete of the Year) gekürt. Im Jahr 1998 wurde er in die USATF Hall of Fame aufgenommen. Dwight Stones hat die Universitäten von Los Angeles und Long Beach abgeschlossen. Er ist heute als Fernsehkommentator tätig.

## Erfolge

### Weltrekorde
- 2,30 m am 11. Juli 1973 in München
- 2,31 m am 5. Juni 1976 in Philadelphia
- 2,32 m am 4. August 1976 in Philadelphia

### Olympische Spiele
- 1972 München: Bronze mit 2,21 m hinter Jüri Tarmak (UdSSR) mit 2,23 m und Stefan Junge (DDR) mit 2,21 m
- 1976 Montreal: Bronze mit 2,21 m hinter Jacek Wszoła (Polen) mit 2,25 m und Greg Joy (Kanada) mit 2,23 m
- 1980 Moskau: Boykott der USA (Stones hätte als 10. der US-Ausscheidungen ohnehin nicht teilnehmen können)
- 1984 Los Angeles: Vierter mit 2,31 m (Siegeshöhe von Dietmar Mögenburg: 2,35 m)

### Weltmeisterschaften
- 1983 Helsinki: Sechster mit 2,29 m

### Weitere Erfolge und Platzierungen
- NCAA-Meisterschaften Freiluft: Sieger 1976 mit 2,31 m, Dritter 1972
- NCAA-Meisterschaften Halle: Sieger 1976
- AAU-Meisterschaften Freiluft: Sieger 1973, 1974, 1976, 1977, 1978; Dritter 1975 und 1980, Neunter 1981, Zehnter 1971
- AAU-Meisterschaften Halle: Sieger 1973, 1975 und 1977
- USTFF-Meisterschaften Freiluft: Sieger 1973, 1975, 1976 und 1977
- USTFF-Meisterschaften Halle: Sieger 1973, 1974 und 1975
- TAC-Meisterschaften Freiluft: Sieger 1983, Vierter 1982
- TAC-Meisterschaften Halle: Sieger 1982, Dritter 1983
- Weltcup: Zweiter 1977
- Olympiaausscheidungen: Sieger 1972 mit 2,21 m und 1984 mit 2,34 m, Zweiter 1976 und Zehnter 1980

- 1974 und 1976 Sieger beim ISTAF in Berlin.